# Бігільдіно (Балтачевський район)
Бігі́льдіно (рос. Бигильдино, башк. Бейгилде) — присілок у складі Балтачевського району Башкортостану, Росія. Входить до складу Староянбаєвської сільської ради.
Населення — 232 особи (2010; 246 2002).
Національний склад:
- башкири — 66 %
- татари — 33 %